# بید شکننده
بید شکننده (نام علمی: Salix fragilis) نام یک گونه از سرده بید است که در جویبارها و مرداب‌های اروپا و آسیای غربی رشد میکند.